# Crécy-sur-Serre
Crécy-sur-Serre – miejscowość i gmina we Francji, w regionie Hauts-de-France, w departamencie Aisne.
Według danych na styczeń 2014 roku gminę zamieszkiwało 1508 osób, a gęstość zaludnienia wynosiła 84,1 osób/km².